# Deene
Deene – wieś w Anglii, w hrabstwie Northamptonshire, w dystrykcie (unitary authority) North Northamptonshire. Leży 38 km na północny wschód od miasta Northampton i 118 km na północ od Londynu.